# 차진엽
차진엽(1978년 6월 22일~)는 대한민국의 현대 무용가이다.

## 학력
- 서울예술고등학교 현대무용과 (졸업)
- 한국예술종합학교 현대무용과 예술사 (졸업)
- 런던컨템포러리댄스스쿨 현대무용과 (졸업)

## 공연
- 2021년 국립현대무용단 〈춤추는 강의실〉 - 차진엽 ＆ 이병엽
- 2016년 차진엽의 Rotten Apple
- 2015년 전미숙의 Amore Amore Mio
- 2014년 차진엽 개인전